# Псекупс
Псеку́пс (адыг. Псэкъупс) — река в России, протекает в Краснодарском крае и Республике Адыгея, левый приток реки Кубань.
Длина реки — 146 км, площадь водосборного бассейна — 1430 км². В долине Псекупса расположен город-курорт Горячий Ключ.

## Течение
Берёт начало на северных склонах Большого Кавказа, на северо-восточных склонах горы Лысой (высота 974 м). Собирает в себя воды с площади в 1430 км² и, проделав путь в 146 км, впадает слева в реку Кубань (в Краснодарское водохранилище), против восточной окраины Краснодара. При строительстве Краснодарского водохранилища устье реки было затоплено.
Долина Псекупса в горной части бассейна довольно узка и покрыта густыми лесами. Течение реки — быстрое. Не доходя до города Горячего Ключа, в ряде мест долина реки расширяется, образуя поляны. Прорвавшись сквозь Волчьи ворота между куэстовыми хребтами Котх и Пшаф, Псекупс расширяет свою долину и уже плавно, неторопливо течёт мимо невысоких, покрытых дубовым лесом и табачными плантациями холмов.
В нижнем течении протекает по равнине в низких, частично обвалованных берегах.
Псекупс принимает в себя многочисленные левобережные и правобережные притоки в виде небольших горных речек. Наиболее значительными его притоками являются реки Чепси и Каверзе.

## Гидрология
Река Псекупс питается в основном атмосферными осадками и грунтовыми водами (питание смешанное, с преобладанием дождевого). Режим у неё паводочный. Уровни воды в реке и её расходы сильно изменяются в течение года (средний расход воды — около 20 м³/с, наибольший — около 1000 м³/с). Ледяной покров (ледостав) Псекупса неустойчив и непродолжителен. В иные тёплые годы ледостава вообще не бывает, а обычная продолжительность его — 1—2 месяца (иногда около 20 сут.).
Вода реки Псекупса вблизи выходов в неё сернистых источников имеет на некотором протяжении характерный мутно-зелёный цвет и запах, вследствие обогащения её сероводородом и выпадения серы. Исключительно живописны окрестности Горячего Ключа.
Река сплавная.

## Этимология
Адыгское название реки — Псэкъупс, можно перевести как «река долины черноклёна», где псэй — «черноклён», къо — «долина», пс(ы) — «вода», «река».
Иногда название реки переводят с адыгейского как — голубая река, река с перевала или глубоководная река. Однако эти варианты бездоказательны и имеют иное правописание и произношение на адыгейском языке.

## Притоки (км от устья)
- 43 км: река Дыш (Малый Дыш, щель Дыш) (лв)
- 68 км: река Солёная (Лисицина щель) (пр)
- 88 км: река Каверзе (Кобза, Хоарзе, Тхамахинская щель) (лв)
- 96 км: река Орлова щель (лв)
- 102 км: река Чепси (лв)
- 104 км: река Хатыпс (пр)
- 117 км: река Большая Собачка (лв)
- 133 км: река Псиф (Агой) (пр)

## Населённые пункты
- Садовое
- Афанасьевский Постик
- Фанагорийское
- Безымянное
- Горячий Ключ
- Саратовская
- Приреченский
- Бакинская
- Псекупс
- Пчегатлукай
- Вочепший
- Нововочепший

## Экспедиция «Псекупс-88»
В июне 1988 года студентами заочного отделения географического факультета Кубанского государственного университета совместно с членами любительской киностудии в Горячем Ключе была организована экспедиция «Псекупс-88», основной целью которой было выявление антропогенных факторов, пагубно влияющих на экологическое состояние бассейна реки Псекупс.